# Mikulovice (okres Třebíč)
Mikulovice (německy Nikolowitz) jsou obec nacházející se ve střední části okresu Třebíč, v kraji Vysočina. Mikulovice leží na úpatí Mikulovické hory 6, 3 km jihojihozápadně od bývalého okresního města Třebíče a 8, 1 km severozápadně od Jaroměřic nad Rokytnou. Nadmořská výška obce se pohybuje mezi 520 m n. m. (náves) a 550 m n. m. (svah Mikulovické hory). Žije zde 211 obyvatel.
Sousedními obcemi sídla jsou Kojetice, Výčapy, Třebíč, Mastník a Horní Újezd.

## Dějiny

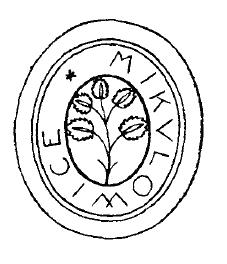
Pečeť Mikulovic, 1754

Stará obecní pečeť nese ve znaku strom, kolem kterého je nápis Wes Mikolowice. Novější pečeť z roku 1754 má pak ve svém středu ratolest s pěti lístky a po obvodu nápis ještě dle starého pravopisu Mikvlowice (Mikulovice).
První písemná zmínka o Mikulovicích pochází z listiny, kterou se urovnává spor o majetek ve vesnici Lipníku, podepsané roku 1348 Vilémem z Mikulovic. Známa je pak další listina od Viléma z Mikulovic, která pochází z roku 1350. Touto listinou zapsal své manželce část mikulovického majetku, který následně po jeho smrti zdědila a odkázala Lovkovi z Drahan. Zbylá část majetku do rukou jeho bratrovi Hulačovi a jemu blízkému Danielu z Čepího. Po Hulačově jeho smrti bylo práva na vesnici prodána Artlebem z Lechovic, který byl snad blízkým příbuzným zemřelých bratří, Danielovi z Čepího a potomkům Hulače. V roce 1351 je ve vsi zmíněna tvrz, ta však kolem roku 1464 zanikla.
Další zmínka o Mikulovicích pochází z konce 14. století, kdy byl celý majetek patrně zastaven znojemským a brněnským Židům. Ti roku 1387 prodali nedaleký hrad Sádek Jaroslavu ze Šternberka. Ve stejnou dobu byly Mikulovice prodány jistému Ješkovi ze Svojanova, který se pak nejspíše vyrovnal s pravými majiteli vesnice dlužícími peníze Židům.
Roku 1390 Jan z Mikulovic, snad syn Dobeše z Křižánkova, který získal část Mikulovic od Lovka z Drahan, prodal Mikulovice a 2 lány v Klučově Pavlíkovi z Nezamyslic, který po dvou letech zapsal celý tento majetek Ondřeji Nelepovi z Ratibořic. Poté, co Ondřej Nelepa ještě téhož roku zemřel, prodali roku 1390 jeho synové Mikulovice a nový majitel okamžitě prodal ves Hynkovi z Valdštejna, čímž byly Mikulovice připojeny k sádeckému majetku. S tím zůstaly spojeny až do roku 1447. Poté ves opět změnila majitele. Valdštejnové ovšem roku 1464 opět činili nároky na Mikulovice, za které patrně neobdrželi sumu domluvenou při prodeji. Další zmínka o vesnici pak pochází až z roku 1546, kdy opět změnila majitele, až se dostala roku 1555 opět do majetku sádeckých pánů z Valdštejna, kterým patřila až do konce 17. století. Poté Mikulovice opět ještě několikrát změnily majitele a byly připojeny ke statku ve Slavicích.
Roku 1672 byli v Mikulovicích: jeden dvořák, čtyři celoláníci, jeden půlláník, tři podsedníci a pět chalupníků. Do roku 1873 byly Mikulovice osadou Slavic, kterou se stali de facto koncem 17. století, když byly připojeny k tamnímu statku. Roku 1896 pak byla založena vlastní mikulovická škola a začalo ji navštěvovat prvních 64 dětí. Další významnou událostí bylo založení obecní knihovny roku 1898. Elektřina byla do vesnice slavnostně zavedena 1. května 1930.
Během první světové války padlo na bojišti šest mikulovických občanů, jimž byl roku 1932 na návsi před dnešním domem sportu a kultury odhalen pomník. Další rozvoj Mikulovic přišel až po druhé světové válce, kdy byl roku 1947 zaveden ve vesnici rozhlas. V roce 1960 byla dobudována nová budova místního národního výboru a roku 1970 otevřen zemědělský útulek pro děti, od roku 1977 přejmenovaný na mateřskou školu. Velkým vývojem prošla obec v 80. letech 20. století. Roku 1980 byla sloučena s Horním Újezdem, Kojeticemi a Vacenovicemi. Téhož roku byla v Mikulovicích dokončena a předána provozovna JEDNOTA Moravské Budějovice. V následujících letech byl za účasti 650 hostů roku 1983 otevřen Dům sportu a kultury, roku 1985 byla dokončena nová budova pohostinství a založen oddíl stolního tenisu.
Do roku 1849 patřily Mikulovice do lesonického panství, od roku 1850 patřily do okresu Jihlava, pak od roku 1855 do okresu Třebíč. Mezi lety 1850 a 1873 patřily Mikulovice pod Slavice a mezi lety 1980 a 1990 byla obec začleněna pod Kojetice, následně se obec osamostatnila.

## Geografie

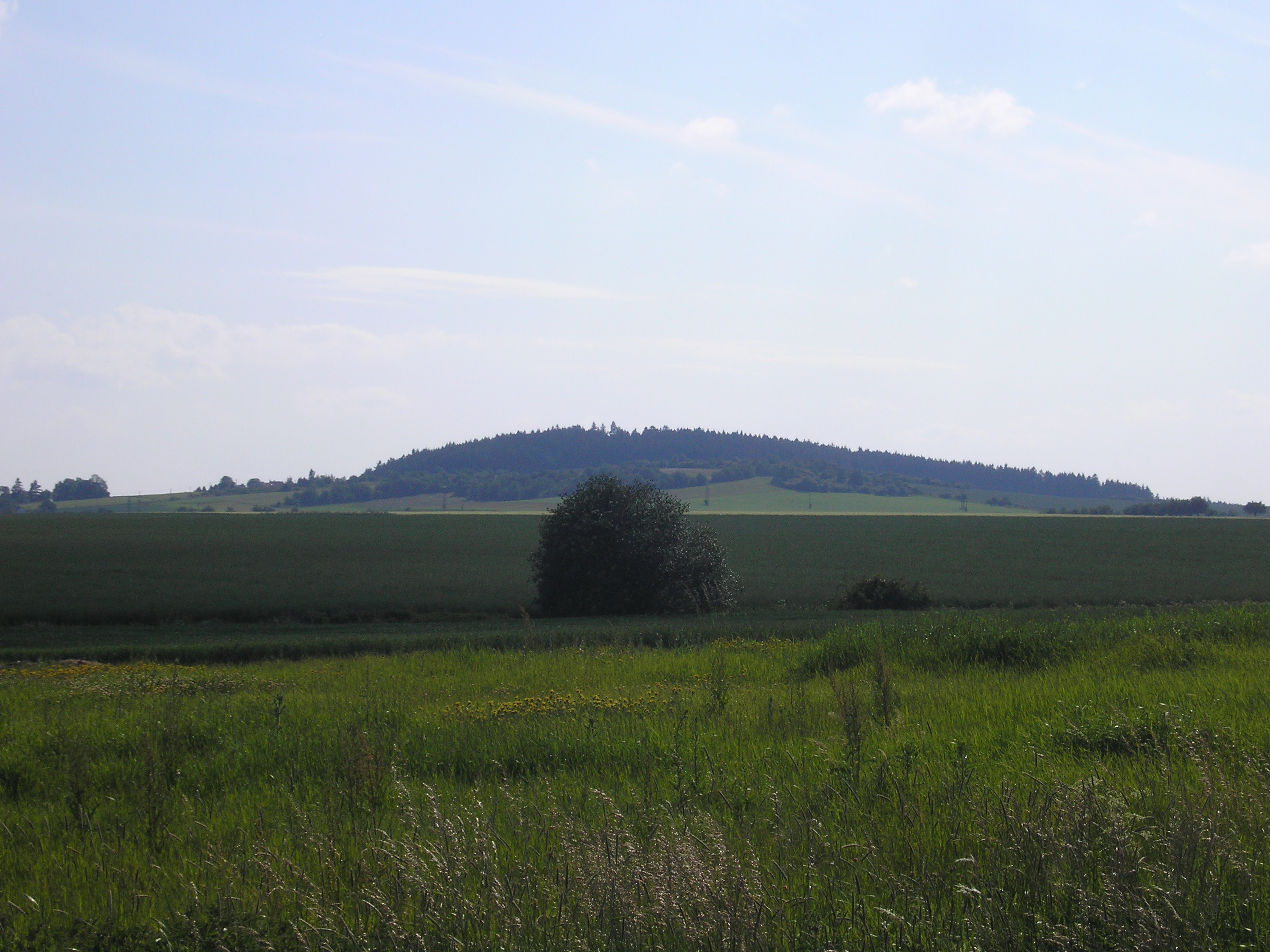
Mikulovická hora

Mikulovice jsou obec ležící okresu Třebíč v kraji Vysočina. Podle historického rozdělení leží na Moravě. Nejbližší obcí s rozšířenou působností je město Třebíč ležící 6,5 km severovýchodně od Mikulovic. Druhým nejbližším městem jsou Jaroměřice nad Rokytnou, které se nacházejí 8 km jihovýchodně od vesnice. Sousedními obcemi jsou Kojetice a Horní Újezd, které dohromady s Kojeticemi tvoří pomyslný trojúhelník a v letech 1980 až 1990 byly také spojeny. Nedaleko obce pramení potok Markovka, přítok řeky Jihlavy. Jihovýchodně od obce pak má svůj pramen Slavický potok, který je přítokem výše zmíněné Markovky. Poblíž Mikulovic také prochází hranice rozvodí řek Jihlavy a Rokytné.
Mikulovice leží v mírně teplé oblasti s mírnou zimou. Průměrné roční teploty zde nepřesahují 7 °C množství srážek přesahuje nad 600 mm.
Geologický podklad vesnice tvoří především horniny třebíčského masivu, mezi kterými převládá syenit, který je místy překryt sprašemi. Vlastností podkladu bylo využíváno v žulových lomech na úpatí Mikulovické hory. Dodávaná žula byla zpracovávána a sloužila především k výrobě obrub, schodů, prahů, dlažby a různých tvrdších štěrků. Geomorfologicky území vesnice leží v geomorfologickém podcelku Jaroměřická kotlina, celku Jevišovická pahorkatina a v oblasti Českomoravská vrchovina. Významným geomorfologickým útvarem v okolí je Mikulovická hora.
Ze severu na jih prochází přes území obce silnice ze Slavic do Horního Újezdu, ze zastavěného území obce vychází silnice na západ do Kojetic. Východně ze zastavěného území obce vychází užitková silnice k Výčapům a do silnice II/360. Na severním okraji území obce vychází ze silnice směrem na východ ke koupališti užitková silnice. Přes západní okraj území obce prochází železniční trať Znojmo–Okříšky, ale na území obce se nenachází žádná železniční zastávka. Nejbližší se nachází jižně od území obce u Kojetic. Těsně za západní hranicí obce prochází cyklostezka a zelená turistická stezka, tyto dvě stezky prochází podél severní hranice území obce. Ze západu na východ přes území obce a zastavěné území obce prochází žlutá turistická stezka Třebíčský okruh. 
Většina území obce je zemědělsky využívána, západně od zastavěného území obce se nachází zalesněná Mikulovická hora, severně pak je menší zalesněná plocha, na severozápadním okraji území obce se nachází větší zalesněná plocha. Na severovýchodním okraji území obce pod kopcem Hošťanka se nachází zalesněný svah, stejně tak i na jihovýchodním okraji území obce. Jižně od zastavěného území obce se nachází malý areál zemědělského družstva.
Severně od zastavěného území obce u koupaliště pramení potok Markovka, ten pak teče východně a asi po 10 km ústí pod Pozďátky do Jihlavy. 
Území obce je kopcovité, nachází se od 500 metrů nad mořem v údolí Markovky až do 586 metrů nad mořem, což je nadmořská výška vrcholu Mikulovického hory v těsné blízkosti západně od zastavěného území obce. Severně od Mikulovické hory se nachází nepojmenovaný kopec s kótou 561 metrů, na jihovýchodním okraji území obce se nachází nepojmenovaný kopec s kótou 557 metrů. Těsně za severovýchodním okrajem území obce se nachází kopec Hošťanka, která je obklopena stejnojmennou přírodní rezervací. Na jižním svahu Mikulovické hory se nachází dvě skalnaté výspy, různé osamocené skály se nachází i jinde po svazích Mikulovické hory. 
Zastavěné území obce se nachází na jižním okraji území obce, severně od zastavěného území obce se nachází oddělená část několika domů, která se místně nazývá Do dvora a dále severně po cestě se nachází několik odděleným domů na samotě. Jihozápadně od zastavěného území obce se u železniční tratě nachází samota, stejně tak se nachází samota Pod horou u silnice. 
Na severním okraji zastavěného území obce se nachází Lípa republiky.
| Mapa Mikulovic z Prvního vojenského mapování | Mapa Mikulovic z Druhého vojenského mapování | Mapa Mikulovic z Třetího vojenského mapování | Přehledový plánek zachycující dnešní situaci |
| 1764–1768                                    | 1836–1852                                    | 1876–1878                                    | 2009                                         |
| -------------------------------------------- | -------------------------------------------- | -------------------------------------------- | -------------------------------------------- |

## Demografie

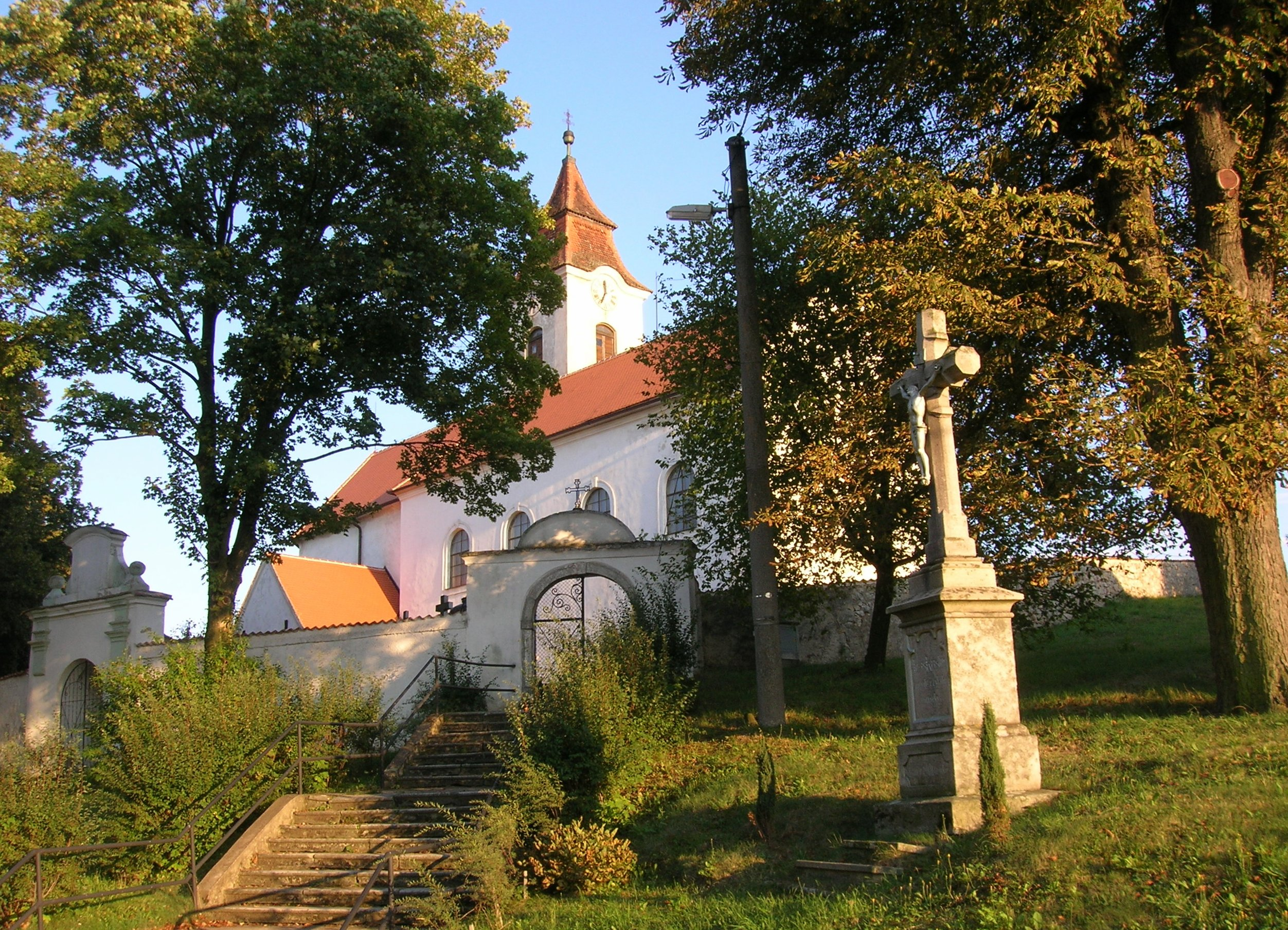
Farní kostel sv. Petra a Pavla v Horním Újezdě

Obec Mikulovice měla roku 1869 celkem 255 obyvatel, od té doby počet obyvatel vzrůstal. Stagnace přišla až po roce 1921, kdy žilo v Mikulovicích 372 obyvatel. Podle sčítaní lidu, domů a bytů z roku 2001 zde žilo 218 obyvatel, z toho 117 žen a 101 mužů. Nejvíce obyvatel pak bylo ve věku 40–49 let. Národnostní složení obyvatel vesnice bylo poměrně homogenní – 175 obyvatel se hlásilo k národnosti české, 31 k národnosti moravské a ostatní národnosti nebyly zastoupeny vůbec.
| Rok            | 1869 | 1880 | 1890 | 1900 | 1910 | 1921 | 1930 | 1950 | 1961 | 1970 | 1980 | 1991 | 2001 | 2005 | 2008 |
| Počet obyvatel | 255  | 294  | 298  | 319  | 354  | 372  | 346  | 286  | 289  | 254  | 252  | 234  | 218  | 218  | 230  |

Z 218 obyvatel bylo v roce 2001 110 věřících, z toho 106 se hlásilo k Římskokatolické církvi a pouhý jeden občan k Českobratské církvi evangelické. V obci se nenachází ani kostel ani kaple, svou faru mají Mikulovice v Horním Újezdě.

## Doprava
Mikulovice leží v sousedství obce Kojetice. S ní jsou také spojeny silnicí vedoucí východním i západní směrem do bývalého okresního města Třebíče. S městem je obec po této silnici spojena příměstskou autobusovou dopravou. Intenzita autobusových spojů je poměrně velká. Automobilem nebo autobusem mimo obec v roce 2001 denně vyjíždělo 39 žáků a 89 pracujících. Doprava je také podpořena železniční stanicí Kojetice na Moravě ležící mezi Kojeticemi a Mikulovicemi vzdálenou od Mikulovic dva a půl kilometru. Stanice leží na trati 241 ze Znojma do Okříšek a staví v ní pouze osobní vlaky. Severně od obce vede cyklistická trasa 5103, která je využívaná cyklisty z Třebíče mířícími k hradu Sádek.

## Hospodářství a politika
Kolem let 1911 a 1924 působila poblíž obce cihelna. Na úpatí Mikulovické hory byl v té době v provozu také lom na žulovo-syenitový kámen. V současné době působí v obci pouze několik živnostníků.

### Politika

#### Volby do obecního zastupitelstva
Roku 1990 se obec osamostatnila, starostou s tehdy stal František Palík. V letech 1990 až 1994 vedl však obec Jaroslav Kunst. Od roku 1994 do roku 2014 byl v jejím čele opět starosta František Palík. V roce 1996 byla kvůli nedostatku dětí uzavřena Mateřská škola a čtyři roky poté proběhla plynofikace obce. Od roku 2014 vykonává funkci starosty opět Jaroslav Kunst.

#### Volby do senátu
Ve volbách do senátu 20.–21. října 2006 zvítězil s 34 hlasy (37,77 %) hlasy současný senátor Vítězslav Jonáš. Druhý se umístil bývalý starosta města Třebíče Miloš Mašek. Účast u voleb tehdy byla 54,49 %, tj. 97 ze 187 oprávněných voličů a 7 hlasů bylo neplatných. Ve volbách v roce 2012 zvítězil v obci František Bublan (39 hlasů), druhý byl Josef Zahradníček (22 hlasů), účast byla 61 ze 178 voličů, všechny hlasy byly platné. Ve volbách v roce 2018 zvítězila v obci Hana Žáková (35 hlasů), druhý byl Miroslav Michálek (5 hlasů), účast byla 40 ze 183 voličů, všechny hlasy byly platné. Ve volbách v roce 2024 zvítězila v obci Hana Žáková (26 hlasů), druhý byl Drahoslav Ryba (9 hlasů), účast byla 35 ze 170 voličů, všechny hlasy byly platné.

#### Volby do Poslanecké sněmovny
Ve volbách do Poslanecké sněmovny 2006 první místo obsadily se shodným množstvím hlasů (34,40 %) ODS a ČSSD. Za nimi se umístila s 10,70 % hlasů KSČM. Poslední stranou, která v obci překročila pětiprocentní hranici byla KDU-ČSL s 7,38 % hlasů. Volební účast byla 70,1 %, tj. 122 ze 174 oprávněných voličů.
|       | 2006                | 2010                | 2013                | 2017                | 2021                |
| ----- | ------------------- | ------------------- | ------------------- | ------------------- | ------------------- |
| 1.    | ODS (34,42 %)       | ČSSD (27,5 %)       | ČSSD (25,83 %)      | ANO (43,07 %)       | ANO (37,12 %)       |
| 2.    | ČSSD (34,42 %)      | TOP 09 (17,5 %)     | ANO 2011 (16,66 %)  | SPD (10,76 %)       | SPOLU (19,69 %)     |
| 3.    | KSČM (10,65 %)      | ODS (15,0 %)        | KSČM (15,0 %)       | Piráti (9,23 %)     | SPD (13,63 %)       |
| účast | 70,11 % (122 z 174) | 66,30 % (120 z 181) | 67,04 % (120 z 179) | 72,38 % (131 z 181) | 72,93 % (132 z 181) |

#### Volby do krajského zastupitelstva
Ve volbách do krajských zastupitelstev, které proběhly 17.–18. října 2008 zvítězila v Mikulovicích s 29 hlasy ČSSD. Na druhém místě se umístila ODS s 20 hlasy, za ní následovala KSČM s 11 hlasy, KDU-ČSL s 9 hlasy a Dohoda pro Vysočinu s 6 hlasy. Voleb se zúčastnilo 82 ze 174 oprávněných voličů, volební účast tedy byla 47,12 %
|      | 1.                 | 2.                       | 3.                | účast              |
| ---- | ------------------ | ------------------------ | ----------------- | ------------------ |
| 2000 | 4KOALICE (36,36 %) | SNK (22,72 %)            | ODS (11,36 %)     | 30,36 % (51 z 168) |
| 2004 | ODS (26,19 %)      | KDU-ČSL (23,8 %)         | KSČM (23,8 %)     | 24,56 % (42 z 171) |
| 2008 | ČSSD (35,36 %)     | ODS (24,39 %)            | KSČM (13,41 %)    | 47,13 % (82 z 174) |
| 2012 | ČSSD (29,68 %)     | KSČM (25 %)              | KDU-ČSL (14,06 %) | 40,45 % (72 z 178) |
| 2016 | ANO 2011 (33,75 %) | ČSSD (20 %)              | KDU-ČSL (12,5 %)  | 45,51 % (81 z 178) |
| 2020 | ANO (25,6 %)       | Piráti (14,63 %)         | ODS+STO (10,97 %) | 45,36 % (83 z 183) |
| 2024 | ANO (49,2 %)       | ODS+TOP 09+STO (14,28 %) | KDU-ČSL (14,28 %) | 37,06 % (63 z 170) |

#### Prezidentské volby
V prvním kole prezidentských voleb v roce 2013 první místo obsadil Miloš Zeman (39 hlasů), druhé místo obsadil Jiří Dienstbier (26 hlasů) a třetí místo obsadil Jan Fischer (20 hlasů). Volební účast byla 74,42 %, tj. 128 ze 172 oprávněných voličů. V druhém kole prezidentských voleb v roce 2013 první místo obsadil Miloš Zeman (65 hlasů) a druhé místo obsadil Karel Schwarzenberg (45 hlasů). Volební účast byla 63,07 %, tj. 111 ze 176 oprávněných voličů.
V prvním kole prezidentských voleb v roce 2018 první místo obsadil Miloš Zeman (57 hlasů), druhé místo obsadil Jiří Drahoš (43 hlasů) a třetí místo obsadil Pavel Fischer (10 hlasů). Volební účast byla 71,67 %, tj. 129 ze 180 oprávněných voličů. V druhém kole prezidentských voleb v roce 2018 první místo obsadil Miloš Zeman (86 hlasů) a druhé místo obsadil Jiří Drahoš (60 hlasů). Volební účast byla 79,78 %, tj. 146 ze 183 oprávněných voličů.
V prvním kole prezidentských voleb v roce 2023 první místo obsadil Andrej Babiš (51 hlasů), druhé místo obsadil Petr Pavel (38 hlasů) a třetí místo obsadila Danuše Nerudová (17 hlasů). Volební účast byla 79,31 %, tj. 138 ze 174 oprávněných voličů. V druhém kole prezidentských voleb v roce 2023 první místo obsadil Andrej Babiš (70 hlasů) a druhé místo obsadil Petr Pavel (68 hlasů). Volební účast byla 79,55 %, tj. 140 ze 176 oprávněných voličů.

## Kultura

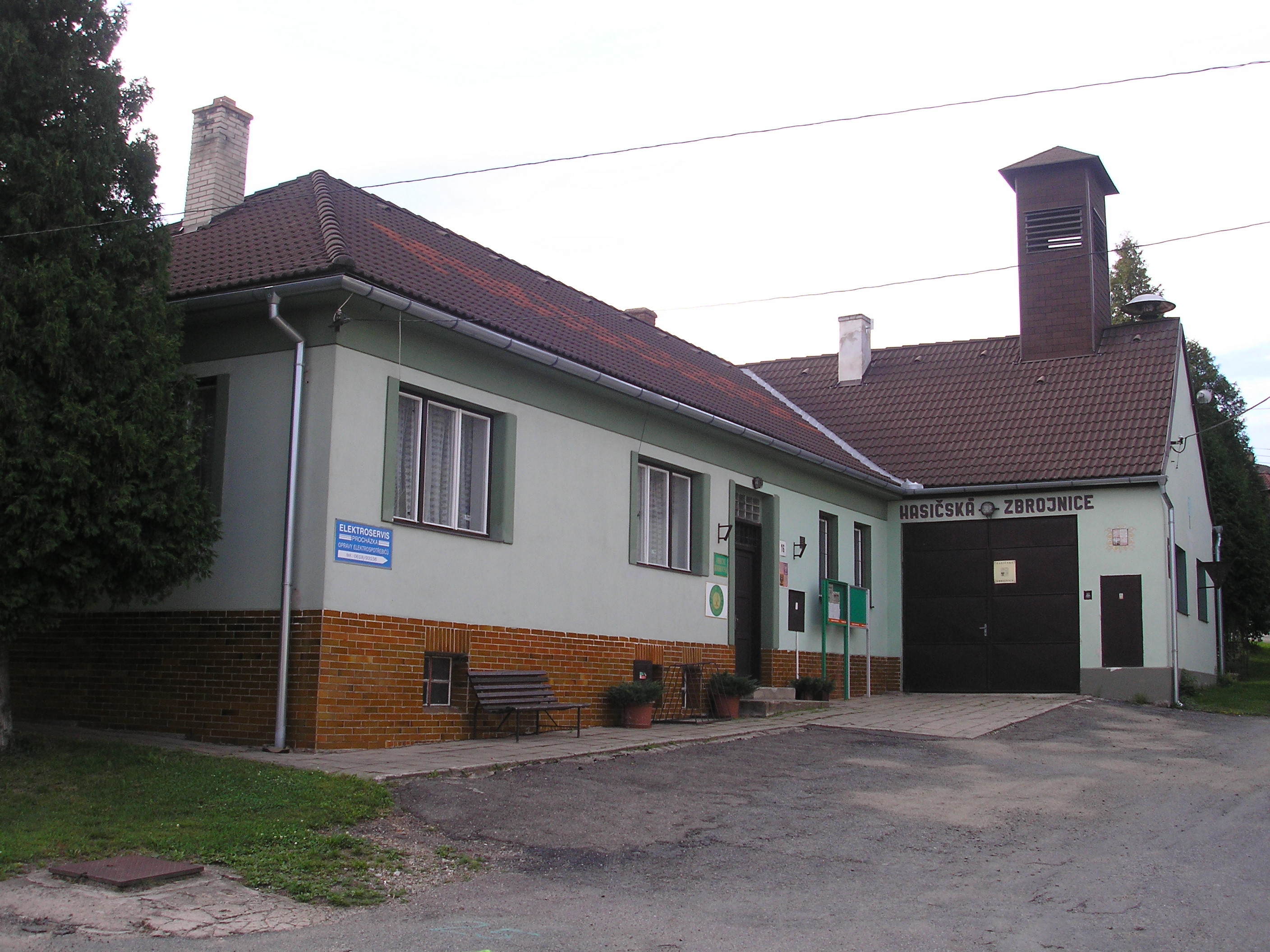
Obecní úřad, hasičská zbrojnice a obecní knihovna v Mikulovicích

Obec vždy sdílela farní úřad a kostel s Horním Újezdem. Stejně tomu bylo i se školou. Z důvodu špatné schůdnosti cesty do Horního Újezdu a vysokého počtu dětí v Mikulovicích podala obec Mikulovice roku 1889 žádost o zřízení vlastní školy, která byla následně schválena. Stavba školy se ale nakonec neuskutečnila, kvůli obavám z vysokých nákladů potřebných na ni. Úřady však na obec vyvinuly nátlak, že pokud nepostaví školu vlastní, tak musí přispět na rozšíření školy v Horním Újezdě. Občané Mikulovic nakonec tlak neustáli a roku 1895 podaly opětovnou žádost o povolení ke stavbě školy. Ihned po jejím přijetí byly započaty přípravy na stavbu školní budovy. Po schválení plánů a rozpočtu bylo rozhodnuto o zemským výborem o udělení státní dotace ve výši 600 zlatých. Materiál na stavbu dodala obec. Výstavba pak začala začátkem května 1896 a byla dokončena za necelé čtyři měsíce, v půli srpna téhož roku. Celkové náklady se vyšplhaly na 7756 zlatých.
V současné době působí v obci několik dobrovolných a zájmových organizací.
Tělovýchovná jednota Mikulovice byla založena roku 1963. Prvními body zájmu byla odbíjená, stolní tenis, česká házená a mototurismus. Téhož roku bylo postaveno nová hřiště pro odbíjenou, skok daleký, skok vysoký a skok o tyči. Sportovních akcí se zúčastňovala většina mladší generace. V 80. letech 20. století zažila jednota útlum kvůli odchodu sportovců do měst. Další rozvoj přišel až v devadesátých letech. V současné době má jednota kolem třiceti členů. V nedávné době byl vybudován asfaltový kurt.
Sbor dobrovolných hasičů byl založen 6. prosince 1942. K tomuto kroku se odhodlalo 25 zakládacích členů. Dnes je sbor organizován ve Sdružení hasičů Čech, Moravy a Slezska a má 29 členů. Jednotka má k dispozici jeden hasičský vůz značky Avia a dvě stříkačky. Sbor působí v oblasti kulturně společenské, zajišťuje bezpečnost před požáry a účastní se soutěží Extraligy ČR v požárním útoku.
V obci dále působí Svaz žen a od roku 1976 Český zahrádkářský svaz. Mezi obcí pravidelně pořádané akci patří například volejbalový turnaj MIKULOVICE CUP a nohejbalový turnaj Mikulovice OPEN, které se pravidelně konají od roku 2002.

## Osobnosti
- Ivan Lohelius Schimmel (1770–1806), řeholník, kreslíř a výtvarník